# Potencial capilar
El potencial capilar (PF) se utiliza para medir la fuerza de retención del agua en el terreno. El concepto fue desarrollado por Buckingham en 1907.
Según Gardner el potencial capilar es una función del contenido de humedad en el suelo que se expresa por la relación:
{\displaystyle \Psi ={\frac {a}{c}}+b}
donde:
c = Contenido de humedad del suelo
a y b son dos constantes.
La curva: Potencial capilar - Humedad que se obtiene de esta relación es de carácter hiperbólico.